# اورغوف (آراغاتسوتن)
مدينة اورغوف (بالإنجليزية: Orgov)‏ هي إحدى المدن التابعة لمقاطعة آراغاتسوتن في أرمينيا. يقدر عدد سكانها بـ 548 نسمة حسب الإحصاء الذي جرى عام 2011.